# István Robotka
István Robotka (ur. 5 stycznia 1958 w Pásztó) – węgierski zapaśnik walczący w stylu wolnym. Olimpijczyk z Seulu 1988, gdzie odpadł w eliminacjach w kategorii 100 kg.
Zajął czwarte miejsce na mistrzostwach świata w 1983, 1985 i 1986. Piąty na mistrzostwach Europy w 1979, 1985 i 1988 roku.
- Turniej w Seulu 1988

Wygrał z Babacarem Sarem z Mauretanii i Alesana Sione z Samoa Amerykańskiego, a przegrał z Noelem Lobanem z Wielkiej Brytanii i Vasile Pușcașu z Rumunii.